# Årdal
Pour les articles homonymes, voir Ardal.
Årdal est une kommune de Norvège. Elle est située dans le comté de Vestland.

## Géographie
- La montagne Falketind se situe sur le territoire de la commune